# Tetragnatha guatemalensis
Tetragnatha guatemalensis là một loài nhện trong họ Tetragnathidae.
Loài này thuộc chi Tetragnatha. Tetragnatha guatemalensis được Octavius Pickard-Cambridge miêu tả năm 1889.